# 中国人民解放军北部战区军事法院
中国人民解放军北部战区军事法院，位于辽宁省沈阳市，隶属中国人民解放军北部战区，是中国人民解放军中级军事法院之一。

## 简介
中国人民解放军北部战区军事法院成立前，有中国人民解放军沈阳军区军事法院审理中国人民解放军沈阳军区所属部队、院校等单位的部分刑事和民事的一审、二审案件，并承担审判监督、申诉案件、来信来访、民事案件生效判决的执行等工作。中国人民解放军沈阳军区军事法院设有第一庭、第二庭。第一庭审理可能判处15年以上有期徒刑或者死刑的刑事一审案件；审理不服基层军事法院刑事判决、裁定，提出上诉的刑事二审案件。第二庭审判监督、申诉案件、来信来访。审理原告、被告均属军事单位、标的3000万元人民币以上的民事一审案件；审理不服基层军事法院民事判决、裁定，提出上诉的民事二审案件。第二庭也负责民事案件生效判决的执行。
2015年11月，中央军委主席习近平在军委改革工作会议上要求，“组建新的军委政法委，调整军事司法体制，按区域设置军事法院、军事检察院，确保它们依法独立公正行使职权。”2016年2月1日，战区成立大会在北京八一大楼举行，北部战区成立。北部战区主要包括原沈阳军区辖区及内蒙古、山东地区。2016年6月29日，中华人民共和国最高人民法院官网发布《关于重新编制发布军事法院代字的通知》（法〔2016〕142号），其中中国人民解放军北部战区军事法院属于中级军事法院，法院代字“军05”。 2016年7月报道称，中央军委政法委已在北京举行全军军事法院、军事检察院调整组建大会。

## 机构设置
- 立案庭
- 民事审判庭
- 刑事审判庭
- 审判监督庭

## 历任院长
| 院长 - 王成刚（2016年—） | 副院长 - 李芒根（2016年—） - 陶韬（2016年—） |

## 对应基层军事法院
- 中国人民解放军呼和浩特军事法院
- 中国人民解放军沈阳军事法院
- 中国人民解放军哈尔滨军事法院
- 中国人民解放军济南军事法院